# دایسوکه سایتو
دایسوکه سایتو (ژاپنی: 斎藤 大輔؛ زادهٔ ۱۹ نوامبر ۱۹۷۴) یک بازیکن فوتبال اهل ژاپن است.
از باشگاه‌هایی که در آن بازی کرده‌است می‌توان به باشگاه فوتبال گامبا اوساکا، باشگاه فوتبال سرزو اوساکا و باشگاه فوتبال جف یونایتد چیبا اشاره کرد.